# Guerguerat
Guerguerat, Guergarat, ou Gargarate (berbère : ⴳⴰⵔⴳⴰⵔⵏ, Gargaren; arabe : گرگرات) est une localité frontalière située à l'extrême sud-ouest du Sahara occidental, sous contrôle marocain. Pour le Maroc, Guerguerat fait partie de la province d'Aousserd, dans la région Dakhla-Oued Ed-Dahab. C'est le village le plus au sud sur la route nationale 1, avant le Mur Marocain, la ligne de cessez-le-feu entre le front Polisario, et le Maroc. Le poste frontière qui s'y trouve se nomme Bir Guendouz, comme la localité qui se trouve à 60 km à l'est, ce qui entraîne très souvent une confusion entre les deux. Guerguerat compte moins de 50 habitants. Depuis 2004, on y trouve quelques commerces, un restaurant et un hôtel. Le poste-frontière dispose d'un scanner afin de contrôler les véhicules et leurs marchandises, le poste-frontière étant implanté dans une route commerciale entre le Maroc et l'Afrique subsaharienne beaucoup de camions y transitent quotidiennement.

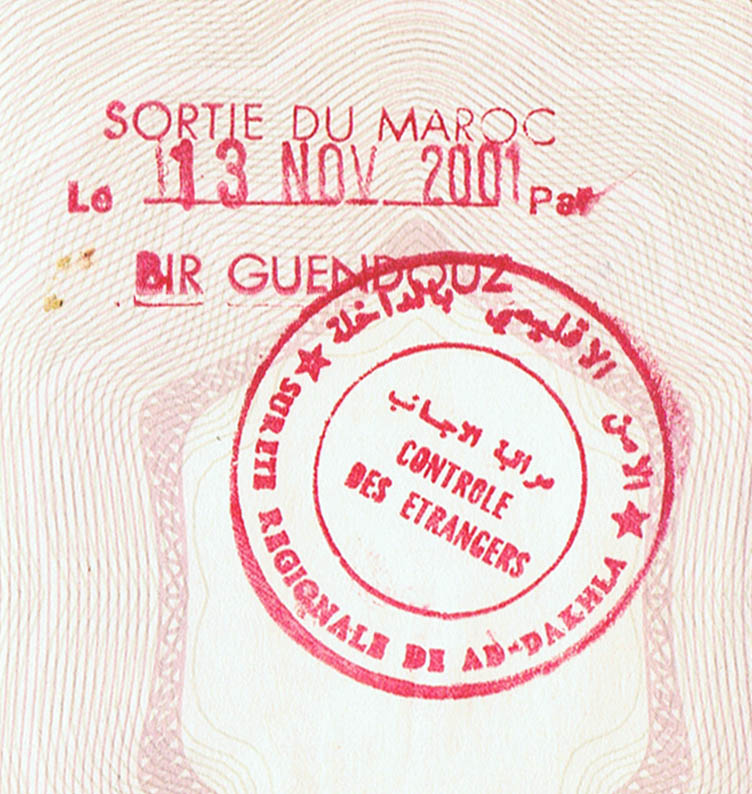
Tampon de sortie du territoire

Au sud du mur Marocain se trouve une zone tampon surnommé « Kandahar » (d'après la ville de Kandahar en Afghanistan), une zone démilitarisée de quelques kilomètres avant la frontière avec la Mauritanie, que le front Polisario inclut dans sa « zone libre ». La localité abandonnée de Lagouira se trouve au sud-ouest, à l'extrémité du Ras Nouadhibou (ancien cap Blanc).
En août 2016, le Maroc entreprend de goudronner la route dans la zone démilitarisée entre le mur et la frontière mauritanienne dans le cadre de ce que le Maroc qualifie d'opération anti-contrebande. Pendant quelques mois, des forces de sécurité marocaines (gendarmerie royale) et des troupes du front Polisario (gendarmerie nationale) s'observent à une centaine de mètres d'écart, et la MINURSO déploie des observateurs sur la zone. Les Marocains se retirent unilatéralement en février 2017.
En octobre 2020, les indépendantistes du Polisario tentent de bloquer le trafic des marchandises aux alentours du poste-frontière, principale voie de passage vers l’Afrique de l’Ouest. Un escadron des Forces armées royales intervient trois semaines plus tard le 13 novembre, déloge les indépendantistes, et entreprend des travaux de remblai le long de la piste entre les postes-frontières marocain et mauritanien. Cette intervention permet le rétablissement à nouveau des flux de transports sécurisés entre la Route nationale 1 (Maroc) et la Mauritanie. Le front Polisario considère que l'intervention du Maroc hors de la ligne de cessez-le-feu est une violation de celui-ci et annonce la reprise des hostilités. En janvier 2021, il lance quelques roquettes en direction du Guerguerat.